# Эль-Каа
Эль-Каа (араб. القاع‎) — город в мухафазе Бекаа в районе Баальбек в Ливане. Находится в долине Бекаа в 135 километрах от столицы страны Бейрута близ границы с Сирией на дороге, ведущей в сирийский город Хомс, в 50 километрах от него. Среди горожан большую долю составляют восточные католики. В городе живут несколько тысяч сирийских беженцев.
Утром 27 июня 2016 года в 4:20 (1:30 UTC) в Эль-Каа четыре террориста-смертника совершили теракты, в результате не менее пяти человек погибли и не менее 15 получили ранения. В 22:30 (19:30 UTC) того же дня прозвучало еще три взрыва, восемь человек получили ранения по данным Ливанского Красного Креста. В этой серии терактов также участвовали четыре террориста-смертника.